# Waihee-Waiehu
Waihee-Waiehu är en stad i Maui County, Hawaii, USA med cirka 7 310 invånare (2000). Den har enligt United States Census Bureau en area på totalt 13,6 km² varav 2,6 km² är vatten.  